# Sundamys
Sundamys é um género de roedor da família Muridae.

## Espécies
- Sundamys infraluteus (Thomas, 1888)
- Sundamys maxi (Sody, 1932)
- Sundamys muelleri (Jentink, 1879)